# Borowiany (Harasiuki)
Borowiany – część wsi Harasiuki w Polsce położona w województwie podkarpackim, w powiecie niżańskim, w gminie Harasiuki.
W latach 1975–1998 Borowiany administracyjnie należały do województwa tarnobrzeskiego.